# Orogastrura parva
Orogastrura parva är en urinsektsart som först beskrevs av Hermann Gisin 1949.  Orogastrura parva ingår i släktet Orogastrura och familjen Hypogastruridae. Inga underarter finns listade i Catalogue of Life.